# Brno-Tuřany
Brno-Tuřany je městská část na jihovýchodě statutárního města Brna. Je tvořena několika čtvrtěmi a katastrálními územími, konkrétně Brněnskými Ivanovicemi, Dvorskami, Holáskami a Tuřany. Celková katastrální výměra činí 17,84 km². Samosprávná městská část vznikla 24. listopadu 1990, její úřad sídlí v Tuřanech. Žije zde přibližně 5700 obyvatel.
Pro účely senátních voleb je území městské části Brno-Tuřany zařazeno do volebního obvodu číslo 58.

## Charakteristika městské části
Všechny 4 čtvrtě byly dříve samostatnými obcemi a dodnes si zachovaly vesnický charakter. Přesto i na území této městské části došlo především v okrajových částech Brněnských Ivanovic k rozvoji průmyslu. Již před rokem 1918 došlo k téměř úplnému propojení zástavby Brněnských Ivanovic a Tuřan, které tak prakticky tvoří jediný velký urbanistický celek, přičemž jsou obě čtvrtě od sebe odděleny jen relativně úzkými ulicemi. Během 20. století se do tohoto procesu zapojila v menší míře i zástavba Holásek. Naopak dosud plně samostatný celek tvoří poněkud izolovaná zástavba bývalé obce Dvorska, nacházející se při jihovýchodní hranici Brna. Z památek je známý kostel zvěstování Panny Marie, který se nachází v historickém jádru Tuřan a zároveň tvoří z některých ulic dobře viditelnou dominantu této čtvrti.

## Doprava
Spojení městské části s ostatními částmi Brna zajišťuje Dopravní podnik města Brna prostřednictvím autobusových linek 40, 48, 63, 78, a noční autobusové linky 95.
Územím městské části prochází severně od zástavby Brněnských Ivanovic a Tuřan trasa dálnice D1. Západním okrajem městské části prochází také krátký úsek dálnice D2. Územím městské části prochází severojižním směrem také trasa železniční trati 300 Přerov – Brno, na níž se zde však nenachází žádná zastávka. Na východě území městské části se nachází brněnské mezinárodní letiště Airport Brno, jehož území zasahuje i do katastrálního území sousedního města Šlapanice.

## Příroda
Na západě území městské části Brno-Tuřany se rozkládají také tři chráněná území. Jednak relativně velká přírodní rezervace Černovický hájek, a také přírodní památky Holásecká jezera a Rájecká tůň.

## Sousedící městské části a obce
Území městské části Brno-Tuřany hraničí na jihozápadě a západě s městskou částí Brno-jih, na severu s městskými částmi Brno-Černovice a Brno-Slatina, na východě s městem Šlapanice a obcí Sokolnice, na jihu s městskou částí Brno-Chrlice a městem Modřice.

## Historický přehled
K Brnu bylo území dnešní městské části Brno-Tuřany připojeno ve třech fázích: 16. dubna 1919 byly připojeny obce Brněnské Ivanovice, Tuřany, Komárov, Černovice a Slatina (katastry tří posledně jmenovaných obcí zasahovaly i na území moderní městské části Brno-Tuřany), 1. července 1960 obec Holásky, a nakonec 1. září 1970 obec Dvorska.
Při radikální druhé katastrální reformě Brna, provedené ve druhé polovině 60. let 20. století, zároveň získaly Brněnské Ivanovice, Holásky i Tuřany své současné katastrální hranice. V rámci této reformy došlo k posunu katastrální hranice Brněnských Ivanovice a Tuřan z Ulice 1. května na linii tvořenou ulicemi Rolencovou, Glocovou, Zezulovou a Měšťanskou, čímž kromě přesunu řady domů došlo i k přesunu původně tuřanské základní školy do katastru Brněnských Ivanovic. Zároveň Brněnské Ivanovice ztratily ve prospěch Dolních Heršpic, Horních Heršpic a Komárova část katastru ležící západně od Svitavy, ve prospěch Tuřan a Slatiny severovýchodní část svého původního katastru; naopak získaly jihovýchodní část původního katastru Komárova, a pozemky na jihu původního katastru Černovic. Holásky ztratily stejně jako Brněnské Ivanovice část katastru západně od Svitavy, a ve prospěch Brněnských Ivanovic a Tuřan, od původní vsi oddělenou zástavbu v ulicích Rolencově, Glocově, Ulici 1. května, Uhýrkově, U lesíčka, a Kudrnově. Naopak Tuřany přišly jen o malou část svého původního katastru. Vedle výše zmíněné budovy školy, kterou získaly Brněnské Ivanovice, ztratily ve prospěch Slatiny jen některé pozemky ležící v blízkosti železniční trati procházející Slatinou.

### Správní vývoj
- 1947–1949 tvořily celé tehdejší katastry Brněnských Ivanovic a Tuřan městský obvod Brno IX. Tehdy komárovská část dnešní městské části tvořila součást městského obvodu Brno VIII, zatímco tehdy černovické a slatinské pozemky moderní městské části Brno-Tuřany patřily k městskému obvodu Brno VII.
- 1949–1954 tvořil celý tehdejší katastr Tuřan s většinou území tehdejšího katastru Brněnských Ivanovic a levobřežní částí tehdejšího katastru Komárova městský obvod Brno XIII. Již tehdy patřily pozemky tehdejšího katastru Brněnských Ivanovic, pokud ležely na území dnešní městské části Brno-jih, k jinému městskému obvodu, v tomto případě Brno XI. Tehdy černovické a slatinské pozemky moderní městské části Brno-Tuřany náležely k městskému obvodu Brno X.
- 1954–1960 tvořilo území identické s územím předchozího obvodu Brno XIII. nový městský obvod Brno X., od roku 1957 přejmenovaný na Brno X-Tuřany. Tehdy slatinské pozemky moderní městské části Brno-Tuřany patřily k městskému obvodu Brno XI (od roku 1957 Brno XI-Slatina), naopak tehdy černovické pozemky patřily k městskému obvodu Brno VI.
- 1960–1964 byly k obvodu Brno X-Tuřany připojeny i některé pozemky Brněnských Ivanovic ležící západně od Svitavy, a většina katastrálního území nově připojené obce Holásky. Pozemky Holásek, které byly při druhé katastrální reformě připojeny k Dolním Heršpicím, se naopak staly součástí městského obvodu Brno IX-Horní Heršpice. Tehdy černovické a slatinské pozemky moderní městské části náležely k obvodům, existujícím i v předešlém období.
- 1964–1971 – městský obvod Brno X-Tuřany se stal městskou částí Tuřany. 1. září 1970 byla k němu připojena obec Dvorska. Tehdy slatinské pozemky moderní městské části patřily k městské části Slatina, zatímco tehdy černovické pozemky byly začleněny do městského obvodu Brno IV. V tomto období došlo i k úpravě hranic jednotlivých katastrálních území.
- 26. listopadu 1971[2]–1975 – celé území moderní městské části Brno-Tuřany, k níž byla 26. listopadu 1971[3] připojena dosavadní obec Dvorska, tvořilo městskou část Brno X-Tuřany, která se od 1. května 1972[4] nazývala Brno-Tuřany.
- 1. října 1975–1990 – celé území moderní městské části bylo začleněno do městského obvodu Brno IV.
- od roku 1990 městská část Brno-Tuřany

## Obyvatelstvo
| 1869  | 1880  | 1890  | 1900  | 1910  | 1921  | 1930  | 1950  | 1961  | 1970  | 1980  | 1991  | 2001  | 2011  | 2021  |
| ----- | ----- | ----- | ----- | ----- | ----- | ----- | ----- | ----- | ----- | ----- | ----- | ----- | ----- | ----- |
| 2 461 | 2 629 | 2 900 | 3 456 | 4 406 | 4 693 | 6 007 | 6 102 | 6 148 | 5 780 | 5 099 | 4 526 | 4 631 | 5 674 | 5 674 |